# Státní znak Venezuely
Státní znak Venezuely je tvořen obloukem děleným štítem na dvě části. Horní část je polcena, v prvním, červeném poli je zlatý snop pšenice s 24 klasy, v druhém, zlatém poli jsou dvě zkřížené venezuelské vlajky na žerdích zakončených hroty. Žerdě jsou svázány zeleným vavřínovým věncem, za vlajkami jsou šavle, luk s toulcem, oštěp se stuhou v národních barvách a mačeta. V dolním, modrém poli je stříbrný kůň běžící tryskem heraldicky vpravo. Štít obepínají dvě ratolesti: heraldicky vpravo olivová, vlevo palmová, které jsou v dolní části převázány stuhou v národních barvách (žluto-modro-červenou). Na stuze jsou v modrém pruhu zlaté nápisy. Heraldicky vpravo 19 DE ABRIL DE 1810 – INDEPENDENCIA (česky 19. dubna 1810 – Nezávislost), vlevo 20 DE FEBRERO DE 1859 – FEDERACIÓN (česky 20. února 1859 – Federace) a dole REPÚBLICA BOLIVARIANA DE VENEZUELA (česky Venezuelská bolívarovská republika). Nad štítem jsou dva stříbrné, zkřížené rohy hojnosti.
Klasy symbolizují 23 venezuelských států a teritorium Esequiba, nacházející se v západní části Guyany (více než 70 % jejího území), na západ od řeky Essequibo, na které si Venezuela činí nárok. Šavle, luk, oštěp a mačeta symbolizují zbraně původních obyvatel a národů afrického původu. Běžící kůň symbolizuje nezávislost a svobodu, změna směru (do roku 2006 běžel obráceně) současnou levicovou politiku země. Ratolesti symbolizují slávu a mír, rohy hojnosti pak blahobyt.

## Historie
Nezávislost na Španělsku vyhlásila junta v Caracasu 15. dubna 1811. Stalo se tak pod vlivem Vlastenecké společnosti, vedené Francisco de Mirandou a Simónem Bolívarem. 5. července potvrdil oficiálně novou republiku Národní kongres pod názvem Spojené státy venezuelské (1. Venezuelská republika). První státní znak byl potvrzen až dekretem kongresu 29. ledna 1812, jiný zdroj uvádí datum 15. února. Státní znak byl tvořen kruhovým polem se sluncem, s číslicí 19 v jeho středu, na připomínku deklarace nezávislosti 19. dubna 1810. Ve slunečních paprscích bylo umístěno 7 hvězd, symbolizujících zakládající provincie nového státu (Barcelona, Barinas, Caracas, Cumaná, Margarita, Mérida a Trujillo). Kolem slunce byl opis názvu státu (ESTADOS UNIDOS DE VENEZUELE) a letopočet vyhlášení plné nezávislosti (1811). Tento znak byl použit na prvních venezuelských bankovkách. V záhlaví časopisu El Publicista byl znak doplněn o stuhu nad znakem s mottem LUX UNITAS CLARIOR (česky Koncentrované světlo je jasnější). 25. července 1812 však byla 1. republika poražena.
17. prosince 1819 byla vyhlášena Velká Kolumbie. Základem státního znaku se stal motiv připomínající emblém z venezuelské vlajky z roku 1811: indiánka s kopím v ruce, sedící na kameni na pobřeží s vycházejícím sluncem. Na špici kopí byla frygická čapka, nad sluncem tři bílé, pěticípé hvězdy. Znak byl doplněn o symbol spojených rukou ve vínku nad štítem a rostlinami po stranách dolní části štítu. Za štítem byla čtveřice zkřížených vlajek. Ústava vstoupila v platnost 25. prosince. Ve zdroji je mezi štítem a symbolem spojených rukou ještě nápis COLOMBIA.
6. října 1821 zavedl Generální kongres Velké Kolumbie nové státní symboly. Stalo se tak v souvislosti s přijetím centralistické (namísto federalistické) ústavy 30. srpna 1821. V mezidobí, do přijetí nových symbolů, byl užíván znak Nové Granady. Státní znak byl tvořen hnědým liktorským svazkem, sekerou a lukem se třemi šípy, vše v přirozených barvách. Po stranách byly dva rohy hojnosti, dole svázány žluto-modro-červenou stuhou. Znak byl (ale jen podle některých zdrojů) v oválném mezikruží se španělským názvem státu (REPÚBLICA DE COLOMBIA) v horní části a malou, pěticípou hvězdou dole. Rohy hojnosti symbolizovaly bohatství nové republiky a tři šípy reprezentovaly tři země (dnešní Bolívii, Kolumbii a Venezuelu). Na znaku je vidět zřetelný, francouzský vliv.
Informace z tohoto období jsou však nejasná, existuje několik podob oficiálního znaku. Znak uváděný francouzským vexilologem Lucienem Philippem je zajímavý tím, že jsou na něm prvky známé z pozdějšího venezuelského znaku.
Po rozpadu Velké Kolumbie byla 6. května 1830 vyhlášena nezávislost Venezuelské republiky. 14. října byl schválen dekret o státních symbolech. Státní znak byl odvozen z předchozího znaku Velké Kolumbie, rohy hojnosti byly obráceny dolů. Pod znakem byl nápis ESTADO DE VENEZUELA (česky Stát Venezuela), později (není jasné kdy a není obrázek) nahrazen novým nápisem REPÚBLICA DE VENEZUELA (česky Venezuelská republika).

První venezuelský znak (1811/12–1812)
Znak Velké Kolumbie (1819–1821)
Znak Velké Kolumbie (1821–1830)
Návrh znaku Velké Kolumbie (1821)
Venezuelský znak (1830–1836)

V roce 1934 byl předložen návrh nového znaku, následně byla ustanovena komise Poslanecké sněmovny, která měla posoudit tento návrh. 20. dubna 1836 byly dekretem č. 1353 zavedeny nové státní symboly. Základ státního znaku byl již, až na drobnosti, shodný se znakem současným: klasů bylo 7 nebo 13 (dle různých zdrojů, mělo jich být tolik, kolik je provincií, na obrázku jich je však 20), kůň vykračoval heraldicky doleva a otáčel hlavu a pod znakem byl na stuze uprostřed nápis LIBERTAD (česky Svoboda) a po stranách 19 DE ABRIL DE 1810 (česky 19. dubna 1810) a 5 DE JULIO DE 1811 (česky 5. července 1811), data dvou základních deklarací venezuelské nezávislosti.
V roce 1856 změnil prezident José Tadeo Monagas dekretem č. 213 drobně znak. Kůň nyní běžel tryskem (není obrázek).
Při občanské válce proti unitárnímu uspořádání Venezuely vyhlásili federalisté 20. února 1859 Spojené státy venezuelské. 25. února zveřejnila provizorní vláda sídlící v Coro novou vlajku, znak však zřejmě zůstal zachován. V červnu 1859 změnil generál Ezequiel Zamora vlajku i znak (z období republiky). Rohy hojnosti byly obráceny nahoru a na lemu byl nápis FEDERACIÓN VENEZOLANA (česky Venezuelská federace) (není obrázek).
Po občanské válce (nazývaná federální či pětiletá), trvající do roku 1863 (při které zůstávala centralistická vláda u symbolů z roku 1836), se stal prezidentem Juan Crisóstomo Falcón. Ten zavedl 29. července 1863 (dekretem č. 1352) kromě vlajky i nový znak. Počet klasů byl změněn na 20, změněna byla i kresba vlajek a zbraní a kůň běžel obráceně a neohlížel se. Stuha nesla nápisy: uprostřed DIOS Y FEDERACIÓN (česky Bůh a federace) a nad ním vpravo 5 DE JULIO DE 1811 – INDEPENDENCIA (česky 5. července 1811 – Nezávislost). Vlevo měl být datum přijetí ústavy a nápis LIBERTAD (česky Svoboda). Ústava byla přijata 28. března 1864, poté se tedy na znaku objevil nápis 28 DE MARZO 1864. Do té doby se zřejmě užíval nápis 19 DE ABRIL DE 1810.
28. března 1905 vydal prezident José Cipriano Castro dekret, kterým se změnila dosud užívaná vlajka a znak. Barvy horních polí byly prohozeny (zlatá vpravo, červená vlevo), tak aby barvy odpovídaly pozicím na venezuelské vlajce, počet klasů byl stanoven na 7 a na stuze byly nápisy DIOS Y FEDERACIÓN uprostřed, INDEPENDENCIA – 5 DE JULIO DE 1811 vpravo a vlevo LIBERTAD – 24 DE MARZO DE 1854. 24. března 1854 byl datum připomínající definitivní zrušení otroctví (není obrázek).
V květnu 1911 navrhl senátor José Gil Fortoul změnu státního znaku, který považoval se svými kolegy za heraldicky nesprávný. Barvy byly opět prohozeny a kůň neběžel tryskem, ale cválal. Návrh byl přijat, avšak nebyl stanoven zákonem. Od té doby se objevovalo několik verzí znaku, měnil se směr běhu koně i texty na stuze (např. zkrácený text DIOS Y FED) (nejsou obrázky).
15. července 1930 přijal venezuelský Národní kongres první zákon o státních symbolech. Oficiálně bylo odstraněno prohození barev z roku 1905, kůň běžel heraldicky doleva a ohlížel se. Na stuze v barvě trikolóry byly vpravo nápisy 19 DE ABRIL DE 1810 – INDEPENDENCIA a vlevo 20 DE FEBRERO DE 1859 – FEDERACIÓN, datum zahájení povstání za federalizaci státu. Pod štítem byl uprostřed nápis E.E. U.U. DE VENEZUELA (zkráceně Spojené státy venezuelské) (není obrázek).
10. února 1954 upravil parlament název státu na Venezuelská republika a zákonem o státních symbolech (Ley de Bandera, Escudo e Himno Nacionales) znak (a tím i státní vlajku). Změna spočívala ve změně textu na stuze pod štítem: REPÚBLICA DE VENEZUELA (česky Venezuelská republika).
13. června 1984 publikovalo ministerstvo vnitra novou verzi státního znaku, uzákoněna však nebyla.

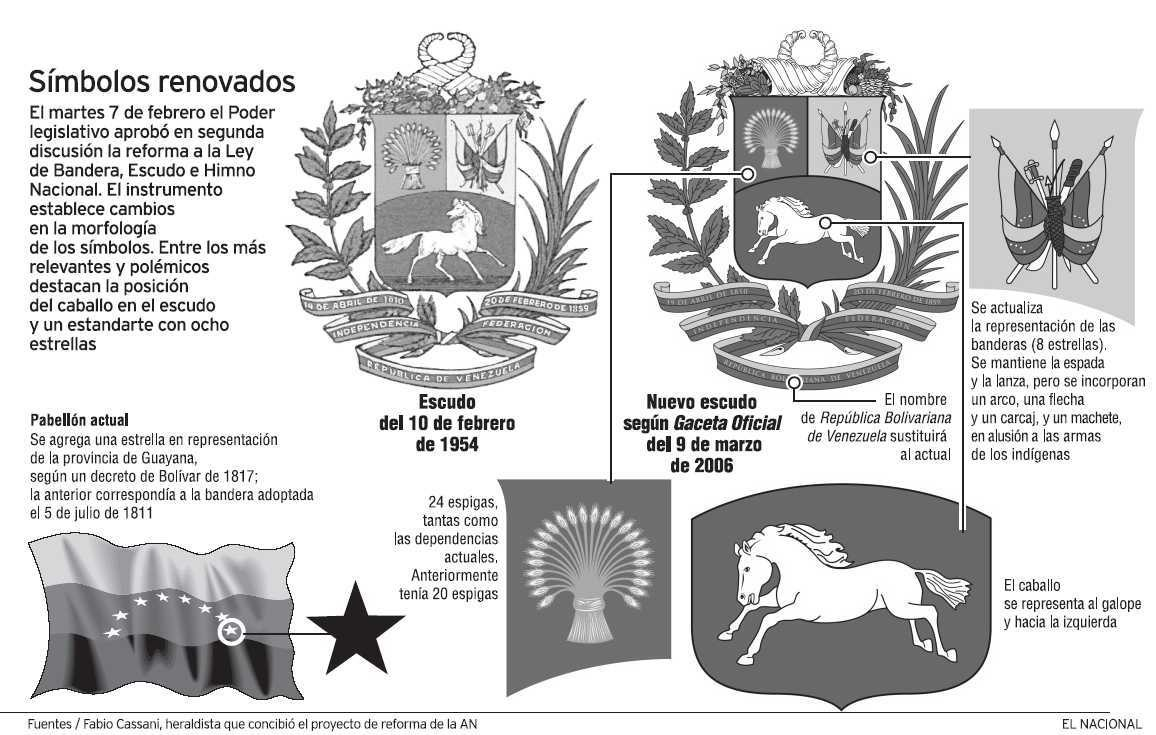
Venezuelské noviny El Nacional (12. března 2006)

Venezuelský znak (1836–1856), 20 klasů místo 7/13
Venezuelský znak (1863–1905)
Venezuelský znak (1954–2006)

2. února 1999 nastoupil do prezidentského úřadu Hugo Chávez a 15. prosince byl název země změněn na Venezuelská bolívarovská republika. Při svém návrhu na změnu znaku (a tím i vlajky), obhajoval Chávez 20. listopadu 2005 v parlamentu změnu směru cválání koně (kterého původně nakreslil britský diplomat) tím, že „není venezuelský, ale imperialistický“ a běží vpravo, zatímco podle něj historické kresby ukazují, že původním záměrem bylo, aby kůň „cválal svobodně doleva“. Dále se vyjádřil, že kůň vypadá prapodivně, když běží doprava a přitom má krk otočený dozadu. 7. března 2006 schválilo Národní shromáždění zákon č. 423 o státních symbolech. Zákon byl 9. března uveřejněn ve věstníku č. 38.394 a nabyl účinnosti 12. března, v den 200. výročí vztyčení první venezuelské vlajky na lodi generála Mirandy.

## Další použití znaku
Venezuelský státní znak je vyobrazen na státní vlajce, vlajce venezuelského prezidenta na souši i na moři. Je také zobrazen na venezuelských bankovkách a mincích (Venezuelský bolívar).

Venezuelská státní vlajka Poměr stran: 2:3
Vlajka venezuelského prezidenta Poměr stran: 1:1
Vlajka venezuelského prezidenta (na moři) Poměr stran: 2:3
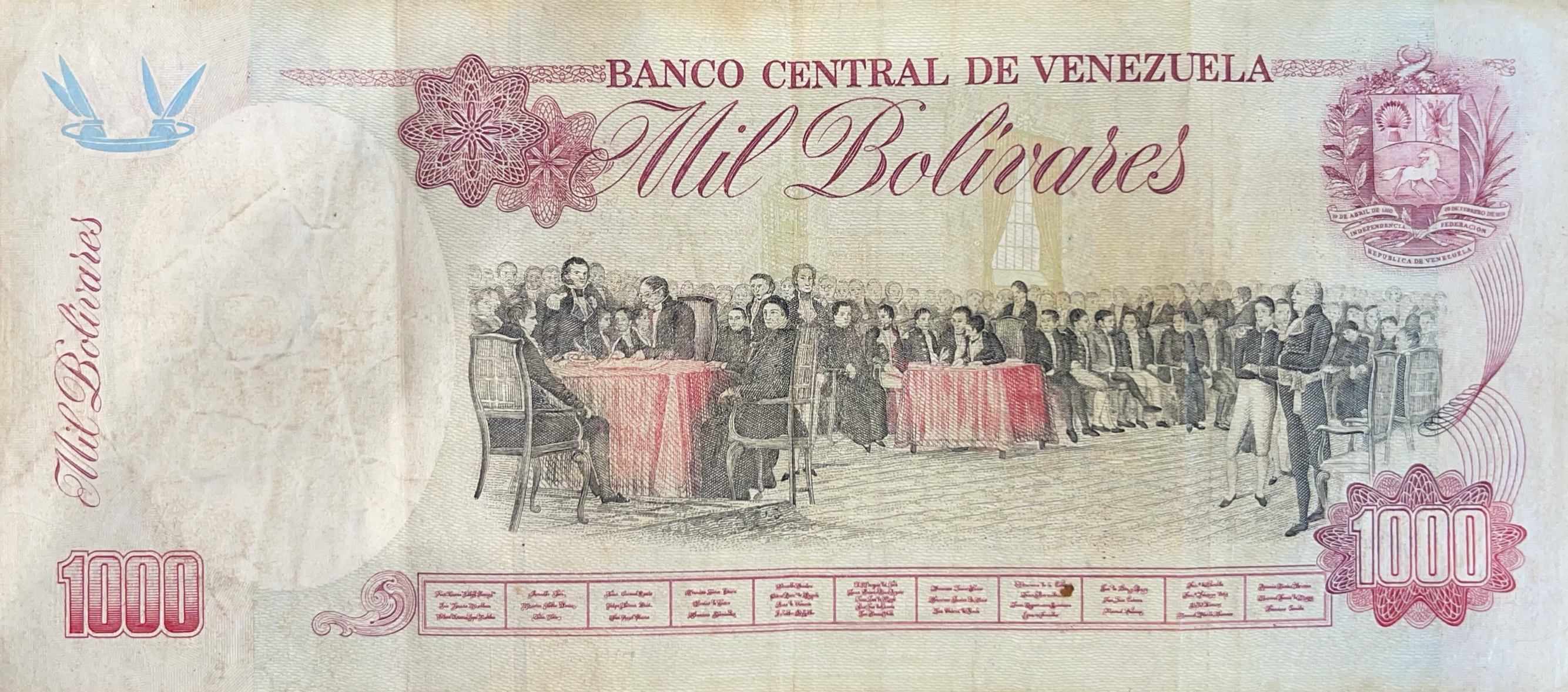
Bankovka venezuelského bolívaru (1998)
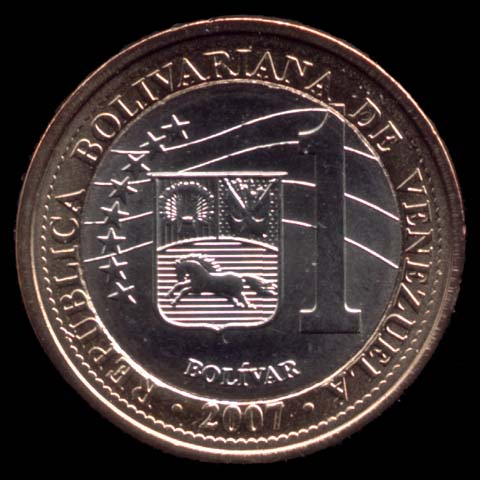
Mince venezuelského bolívaru